# Gaisbergbach (Gurgler Ache)
Der Gaisbergbach ist ein rechter Zufluss zur Gurgler Ache in Tirol.

## Verlauf
Die Gaisbergbach entspringt dem Gaisbergferner in rund 2460 m ü. A. und verläuft anschließend in nordwestlicher Richtung durch das Gaisbergtal, bevor er unterhalb der Zirbenalm von rechts in die Gurgler Ache mündet. Auf etwa 2240 m ü. A. wird der Bach für einen Beschneiungsteich aufgestaut.
Das natürliche Einzugsgebiet des Gaisbergbachs beträgt 7,44 km², davon sind 1,79 km² (24 %) vergletschert (Stand 1988). Der höchste Punkt im Einzugsgebiet ist der Hochfirst mit 3403 m ü. A.